# 유럽물레고둥
유럽물레고둥은 물레고둥과의 연체동물이다.

## 서식
유럽물레고둥은 주로 해안 지역의 부드러운 바닥에서 발견되며, 때로는 썰물때 살아있는 해안 변두리에서 발견된다. 공기에 노출되면 껍질에서 기어올라 건조될 위험이 있다.

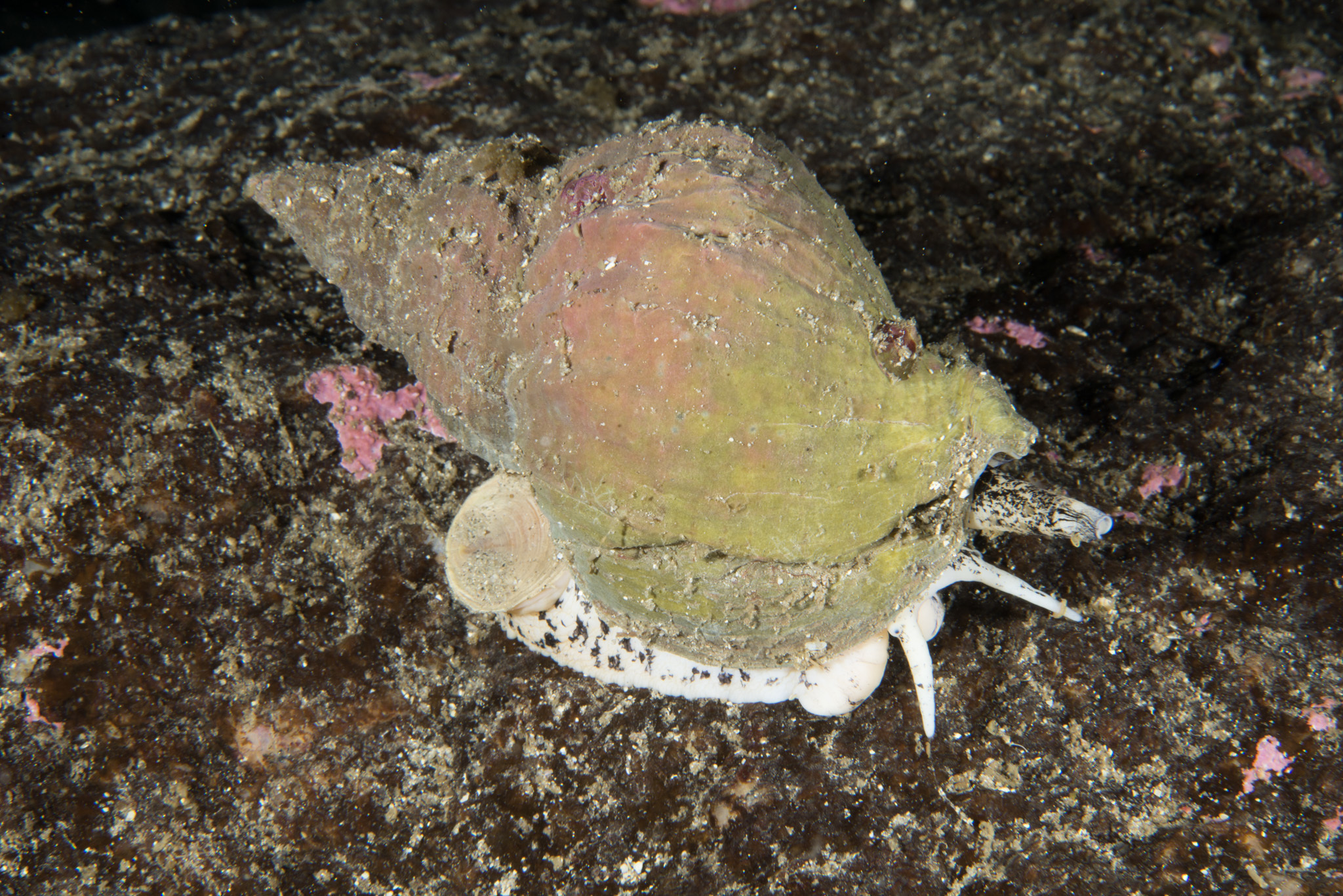
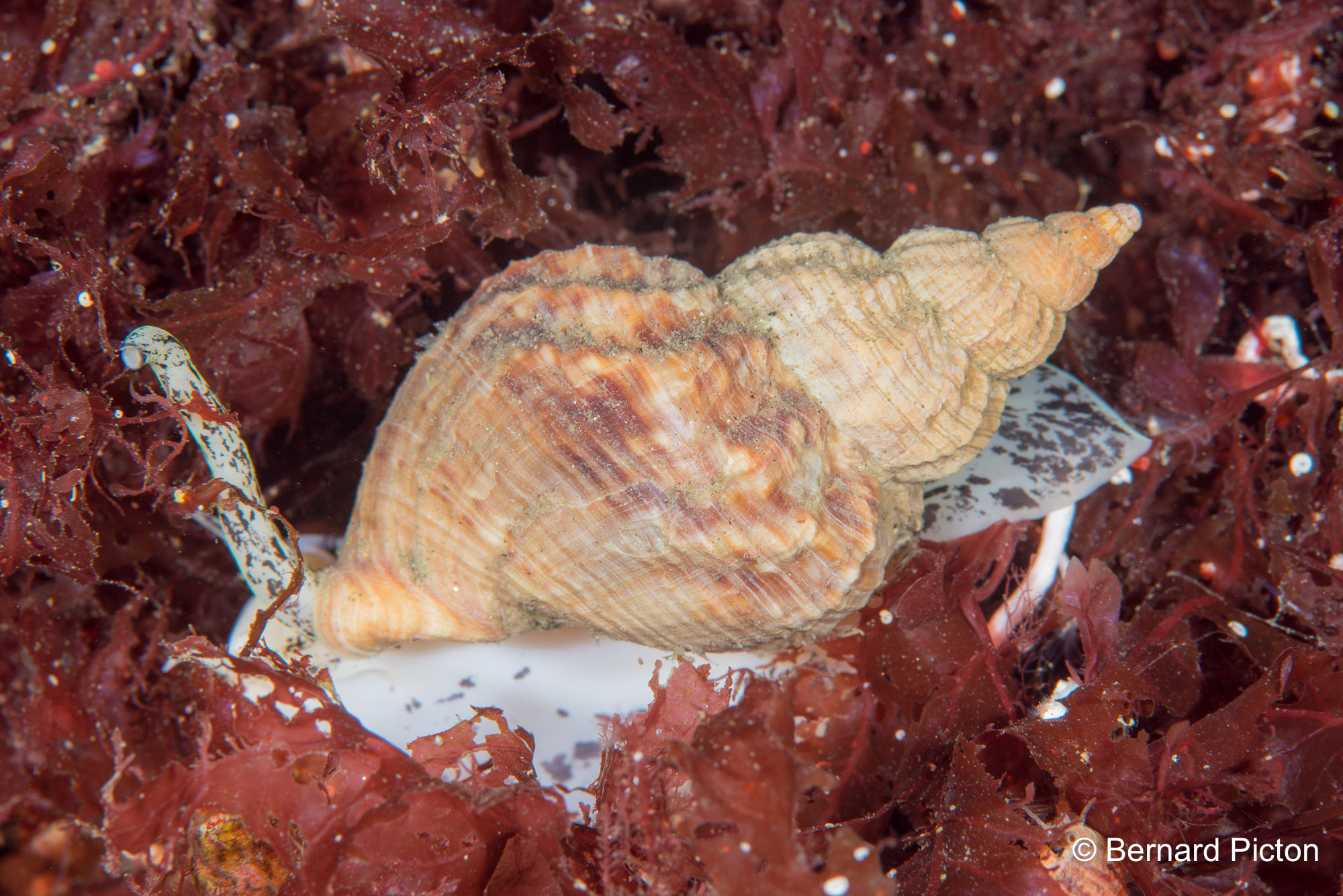

## 껍질

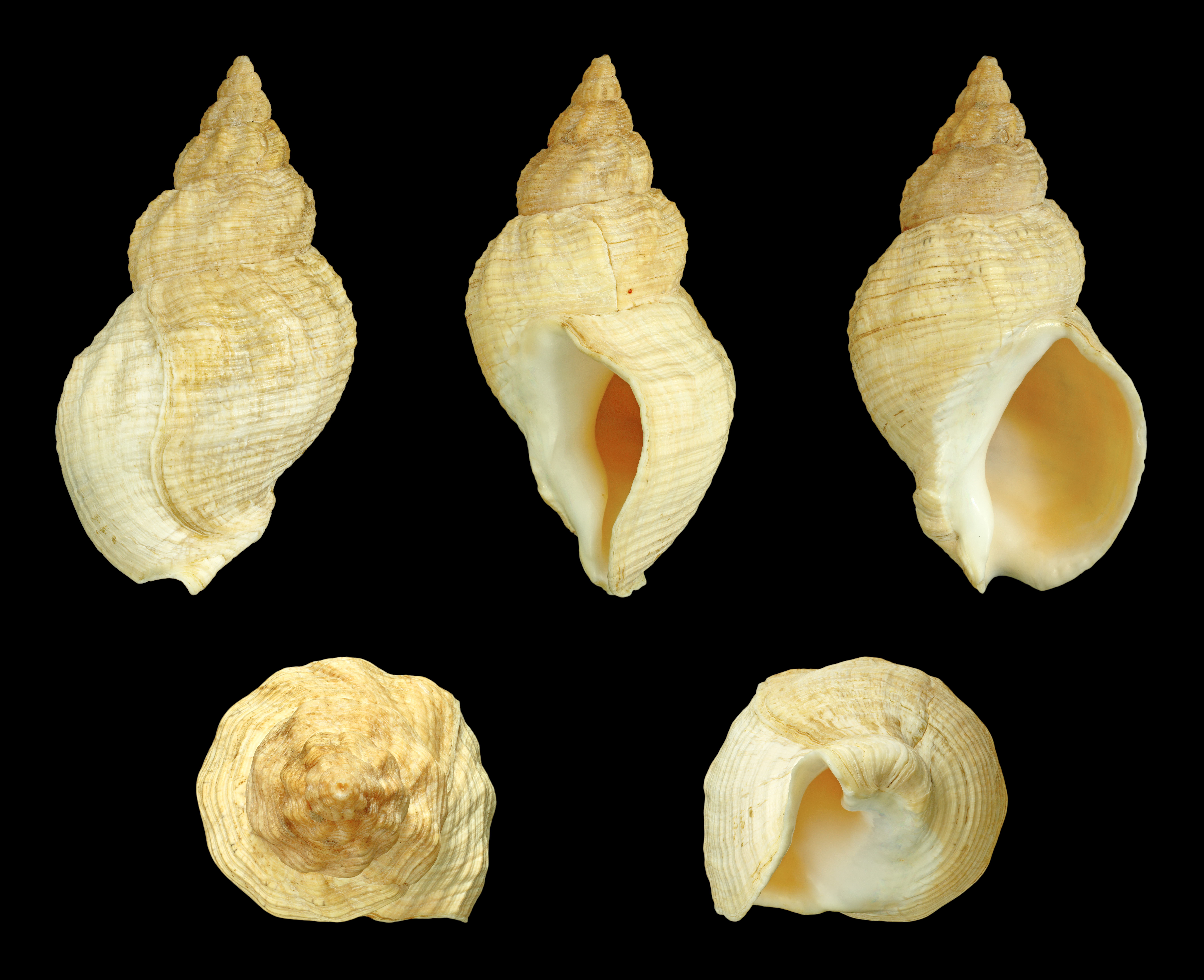
유럽물레고둥의 껍질

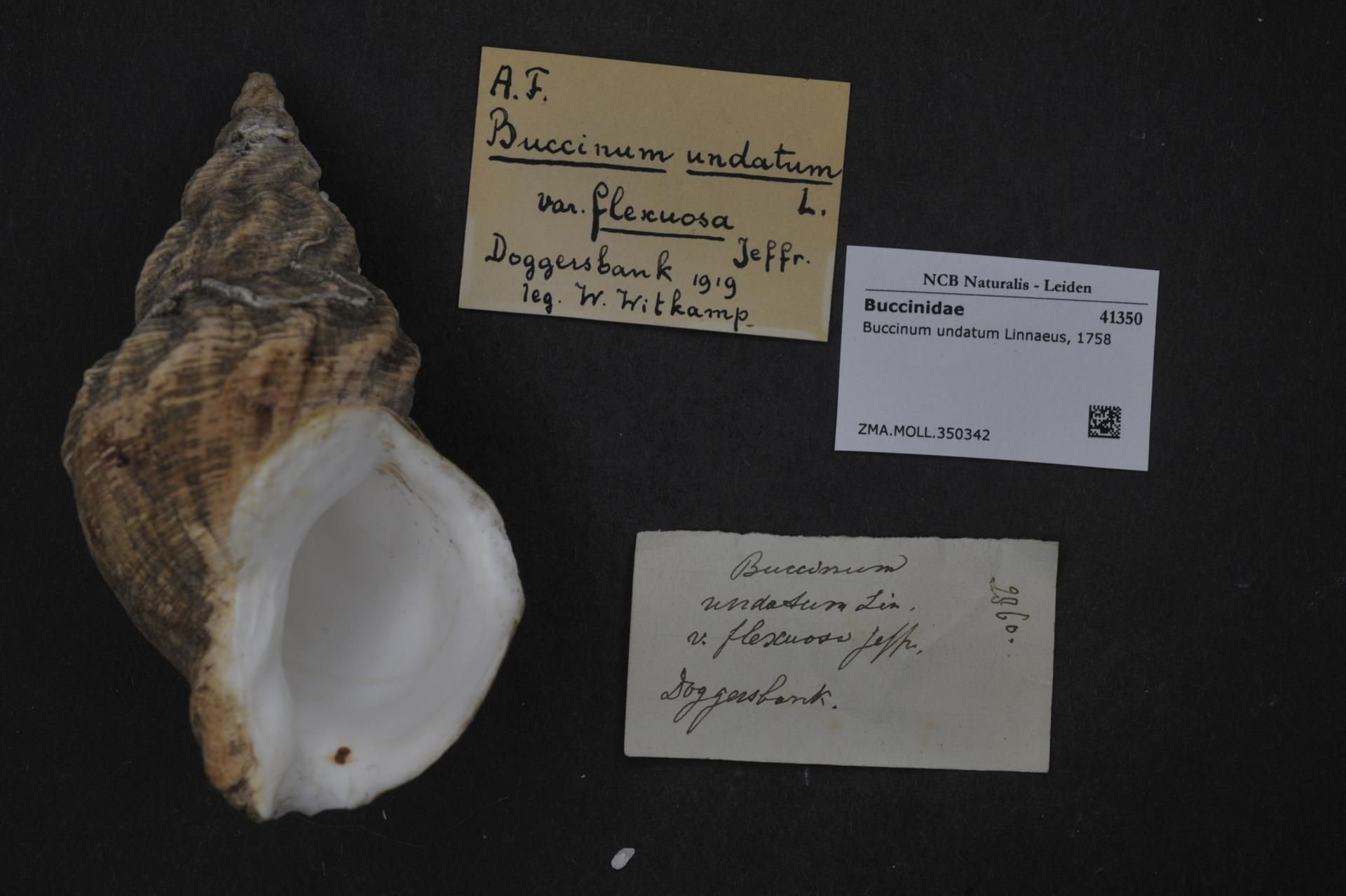

유럽물레고둥의 껍질 모양은 난형-원추형이다. 껍질 색깔은 매우 옅고 흰색, 노란색 또는 빨간색이다.